# Orchards (Washington)
Orchards  est une census-designated place américaine de l'État de Washington dans le comté de Clark. 
La population était de 19 556 habitants en 2010.